# بلاستيك تونس
بلاستيك تونس (بالفرنسية: Plastic Tunisie)‏ شركة تونسية تأسست عام 1958، تصنّع مختلف المنتجات اللدائنية، من أثاث الحدائق، والأثاث والأدوات المنزلية. وهي الشركة التونسية الأولى في هذا المجال، وهي تصدر أيضا منتجاتها إلى البلدان الإفريقية والأوروبية.

### وصلات خارجية
- (بالفرنسية) الموقع الرسمي لشركة بلاستيك تونس.